# Alba Carrillo
Lucía del Alba Carrillo Pariente (Madrid, 31 de julio de 1986), más conocida como Alba Carrillo, es una modelo, actriz, escritora, criminóloga y presentadora de televisión española. Su participación en el programa Supermodelo (2007) la llevó a ser un personaje en la prensa rosa y a convertirse en imagen de importantes marcas de moda. Posteriormente, fichó por Mediaset España, dónde ha trabajado como presentadora, tertuliana y participante de diversos formatos. A partir del 2023, Carrillo se desliga del grupo, y se convierte en colaboradora y presentadora habitual de Televisión Española.

## Biografía

### Inicios
Nació en Madrid, donde vivió y creció junto a sus padres, Carlos Carrillo y Lucía Pariente; Alba Carrillo estudió en la Universidad Complutense de Madrid Publicidad y Relaciones Públicas, carrera que compaginó con cursos de Arte Dramático. En medio de esta etapa, decidió presentarse al concurso de televisión Supermodelo, emitido en Cuatro, donde concursa con modelos como Paloma Bloyd o Noelia López y terminó el curso.

### Trayectoria profesional
Tras su salida del concurso, fue imagen de marcas como Novissima, Eleonora Amadei o Evelyny Marcelino. Pasados los años, otras importantes firmas como Rosa Clará o Triumph han trabajado con ella como modelo. Después de varios años apartada de los focos televisivos, regresó como presentadora de Glamour TV, dirigido por Ana García Siñeriz y emitido en Nova. Dos años después, regresó a la pequeña pantalla como colaboradora de Amigas y conocidas, el programa matinal de Televisión Española.
En verano de 2016 presentó junto a Rocío Carrasco, Sandra Barneda, Marta Torné y Josep Ferré la nueva temporada de Hable con ellas en Telecinco.
Tras su paso por el programa de Mediaset España, la modelo fichó por la empresa para colaborar en espacios como Deluxe, Sálvame, Viva la vida o Mujeres y hombres y viceversa. Además ha participado en el reality Supervivientes 2017 junto a su madre, donde acabó en segunda posición.
En 2017, Alba Carrillo y su madre fueron parodiadas en el especial de Navidad de Neox, que simulaba una posible visita de la modelo a La ruleta de la fortuna
También ha participado en los concursos Ven a cenar conmigo: Gourmet Edition y Mi madre cocina mejor que la tuya, además de colaborar en Ya es mediodía, presentado por Sonsoles Ónega. En septiembre del 2018 se estrena como colaboradora de GH VIP y regresa al programa Viva la vida presentado por Emma García. En 2019 comienza a colaborar en el programa Cuatro al día, con motivo del inicio de la nueva edición de Supervivientes.
En cuanto a otros proyectos, la modelo tuvo durante varios años un blog en la revista Telva, donde comentaba estilismos y hablaba de variados famosos. Por otro lado, también sacó su propia marca de ropa llamada «Coco y Cocoilo» pensada para madres y niños. Más adelante, se matriculó en Criminología y en febrero de 2019 empezó a estudiar en la Universidad Nacional de Educación a Distancia (UNED).
En septiembre de 2019 comenzó su participación en Gran Hermano VIP 7, donde se clasificó como segunda finalista. A la vez que colaboraba en Ya es mediodía, en septiembre de 2021, volvió como tertuliana a los programas Deluxe y Sálvame, aunque finalmente dejaría ambos programas dos meses después. Posteriormente, fichó como colaboradora del programa ¡Fiesta! en 2022. En abril de 2023, por imposición de la nueva política de Mediaset España, la productora en la que trabajaba Unicorn Content, dio por finalizado su contrato como colaboradora de los diversos formatos de Telecinco, iniciando así una nueva etapa profesional.
Tras su veto, la modelo fichó en Televisión Española para participar en  MasterChef Celebrity 8, pero tras no llegar a un acuerdo con la productora fue sustituida por la modelo Sandra Gago. También con RTVE, Carrillo concursó en El Cazador, donde resultó ganadora. En noviembre de 2023, la cadena confirmó a Alba como concursante de Bake Off: Famosos al horno, donde obtuvo el tercer puesto de la competición. En enero de 2024, comenzó su participación como tertuliana en el programa D Corazón de nuevo en la televisión pública.
En este mismo año vuelve a la universidad para sacarse su tercera carrera, después de licenciarse en Publicidad y Relaciones Públicas y Criminología, se matricula en Filología Hispánica. 
En enero de 2025, continuó estableciéndose en TVE, debutó como a presentadora del programa Pasa sin llamar junto a Inés Hernand., que una vez grabado se estrenaría en julio de ese año.   Y a principios de año, también se unió al programa Mañaneros, presentado por Adela González, y en mayo empezó a colaborar en el programa La familia de la tele, espacio que acabó en junio.  
Además, fichó por Netflix para presentar la versión española del programa Jugando con fuego., que se estrenó en junio. 

## Vida privada
Alba Carrillo comenzó una relación con el expiloto Fonsi Nieto en el año 2010, con quien tuvo un hijo, Lucas González Carrillo, el 17 de octubre de 2011. La relación entre la modelo y el expiloto terminó en el año 2012.
Un año después, la presentadora inició una relación con el tenista Feliciano López. Tras dos años de noviazgo deciden casarse en el año 2015. Sin embargo, a principios de 2016, la pareja rompe su matrimonio. El divorcio finalizó en el año 2018.
A Carrillo se le ligó sentimentalmente con el ingeniero David Vallespín y el futbolista Thibaut Courtois entre 2018 y 2019. Desde 2019 hasta 2021, mantuvo una relación con el periodista Santi Burgoa.

## Filmografía

### Programas de televisión
Como presentadora
| Año  | Título                    | Cadena    | Notas        |
| ---- | ------------------------- | --------- | ------------ |
| 2012 | Glamour TV                | Nova      | Presentadora |
| 2016 | Hable con ellas           | Telecinco | Presentadora |
| 2022 | Nos hemos liado           | Mtmad     | Presentadora |
| 2025 | Jugando con fuego: España | Netflix   | Presentadora |
| 2025 | Pasa sin llamar           | La 2      | Presentadora |

Como colaboradora
| Año               | Título                                   | Cadena    | Notas                                      |
| ----------------- | ---------------------------------------- | --------- | ------------------------------------------ |
| 2013              | El Almacén de Top Chef                   | Antena 3  | Colaboradora                               |
| 2014              | Amigas y conocidas                       | La 1      | Colaboradora                               |
| 2015 - 2017       | La mañana                                | La 1      | Colaboradora                               |
| 2016              | Gran Hermano: El Debate                  | Telecinco | Colaboradora                               |
| 2016 - 2017       | ¡Qué tiempo tan feliz!                   | Telecinco | Colaboradora                               |
| 2017 - 2018; 2021 | Sálvame                                  | Telecinco | Colaboradora                               |
| 2017; 2021        | Deluxe                                   | Telecinco | Colaboradora                               |
| 2017 - 2018       | Supervivientes: El Debate                | Telecinco | Colaboradora                               |
| 2018              | Mujeres y hombres y viceversa            | Cuatro    | Colaboradora                               |
| 2018 - 2023       | Ya es mediodía                           | Telecinco | Colaboradora                               |
| 2018              | Gran Hermano VIP: El Debate              | Telecinco | Colaboradora                               |
| 2020              | Viva la vida                             | Telecinco | Colaboradora                               |
| 2020              | A propósito de Supervivientes            | Telecinco | Colaboradora                               |
| 2020              | La casa fuerte                           | Telecinco | Colaboradora                               |
| 2021; 2023        | El debate de las tentaciones             | Telecinco | Colaboradora                               |
| 2021              | Rocío, contar la verdad para seguir viva | Telecinco | Colaboradora                               |
| 2021              | Secret Story: La casa de los secretos    | Telecinco | Colaboradora y defensora de Lucía Pariente |
| 2021 - 2022       | Ya son las ocho                          | Telecinco | Colaboradora                               |
| 2022              | Ya es verano                             | Telecinco | Colaboradora                               |
| 2022              | Fiesta                                   | Telecinco | Colaboradora                               |
| 2023              | Kings League                             | Twitch    | Azafata                                    |
| 2024 - presente   | D Corazón                                | La 1      | Colaboradora                               |
| 2024 - 2025       | Mañaneros                                | La 1      | Colaboradora                               |
| 2024              | Ahora o nunca                            | La 1      | Colaboradora                               |
| 2025              | La familia de la tele                    | La 1      | Colaboradora                               |

Como invitada
| Año               | Título                        | Cadena      | Notas                               |
| ----------------- | ----------------------------- | ----------- | ----------------------------------- |
| 2018              | Chester                       | Cuatro      | Invitada                            |
| 2019              | Cuatro al día                 | Cuatro      | Colaboradora invitada               |
| 2019; 2024; 2025  | Land Rober - Tunai Show       | TVG         | Invitada                            |
| 2021              | A simple vista                | Cuatro      | Madrina                             |
| 2021              | Sobreviviré                   | Mitele Plus | Invitada                            |
| 2021              | Alta tensión                  | Cuatro      | Invitada                            |
| 2022              | Enamorados de Madrid          | Telemadrid  | Invitada                            |
| 2022              | Atrápame si puedes: Celebrity | Telemadrid  | Invitada                            |
| 2017; 2022 - 2023 | Deluxe                        | Telecinco   | Invitada                            |
| 2024              | Aquí la Tierra                | La 1        | Invitada                            |
| 2024              | Plano General                 | La 2        | Invitada                            |
| 2024              | El Grand Prix                 | La 1        | Madrina                             |
| 2024              | La casa de mi vecina          | Podimo      | Invitada                            |
| 2024              | Estirando el chicle           | Movistar +  | Invitada                            |
| 2025              | EnREDa2                       | Canal Sur   | Broma telefónica de Carmina Barrios |

Como participante
| Año         | Título                               | Cadena    | Notas                                |
| ----------- | ------------------------------------ | --------- | ------------------------------------ |
| 2007        | Supermodelo                          | Cuatro    | 4.ª Finalista                        |
| 2017        | Supervivientes                       | Telecinco | 2.ª finalista                        |
| 2017 - 2018 | Sálvame Stars                        | Telecinco | Participante                         |
| 2018        | Ven a cenar conmigo: Gourmet edition | Cuatro    | 3.er lugar                           |
| 2018        | Mi madre cocina mejor que la tuya    | Telecinco | Ganadora                             |
| 2019        | Gran Hermano VIP 7                   | Telecinco | 2.ª finalista                        |
| 2021        | La última cena 2                     | Telecinco | 4.ª Finalista                        |
| 2022        | Mediafest Night Fever                | Telecinco | Abandono                             |
| 2023        | El cazador                           | La 1      | Ganadora                             |
| 2024        | Bake Off: Famosos al horno           | La 1      | 3.ª Finalista                        |
| 2024        | El Cazador Stars                     | La 1      | Ganadora (7 programas consecutivos). |

### Series de televisión
| Año         | Título                   | Cadena    | Personaje  | Notas                      |
| ----------- | ------------------------ | --------- | ---------- | -------------------------- |
| 2009        | Sin tetas no hay paraíso | Telecinco | Andrea     | Episodio: «El mismo perro» |
| 2020 - 2021 | Los Gipsy Kings          | Cuatro    | Ella misma | Recurrente                 |

## Trabajos publicados
- Lista para la vida (2023). Editorial Montena. ISBN 9788419650269